# Jäkälänjärvi
Jäkälänjärvi är en sjö i kommunen Savitaipale i landskapet Södra Karelen i Finland. Sjön ligger 77,1 meter över havet. Den är 2,5 meter djup. Arean är 1,26 kvadratkilometer och strandlinjen är 14,69 kilometer lång. Sjön  ingår i Kymmene älvs huvudavrinningsområde.   Den ligger omkring 30 km väster om Villmanstrand och omkring 170 km nordöst om Helsingfors. 
I sjön finns öarna Selkäsaari, Hattukivi och Paskasaari. 